# 帕齊科維奇
49°40′53″N 22°49′52″E / 49.68139°N 22.83111°E
帕齊科維奇（烏克蘭語：Пацьковичі），是烏克蘭西部的村莊，隸屬利維夫州的桑比爾區。該村面積1.14平方公里，海拔高度225米，2001年人口159，人口密度每平方公里139.47人。